# Eoacanthocephala
Die Eoacanthocephala sind eine Klasse der Kratzwürmer mit obligatorischen Wirtswechsel, die als ausgewachsene Darmparasiten fast ausschließlich bei Fischen parasitieren und im Regelfall aquatische Lebenszyklen besitzen. Es handelt sich dabei meist um sehr kleine Arten mit Körperlängen von durchschnittlich wenigen Millimetern.

## Merkmale
Wie bei den Archiacanthocephala besitzen die Weibchen einen dorsalen und einen ventralen Ligamentsack im Pseudocoel, deren Wände sich im Gegensatz zu denen der Palaeacanthocephala nicht auflösen. Protonephridien sind nicht vorhanden. Die Hauptstämme des epidermalen Lakunensystems sind dorsal und ventral, während sie bei den Vertretern der Palaeacanthocephala lateral, also an den Körperseiten, liegen. Die Männchen besitzen nur eine große Zementdrüse. Im Ligament sind mehrere sehr große Zellkerne vorhanden.

## Lebensweise
Die Eoacanthocephala besitzen einen aquatischen Lebenszyklus. Die Endwirte sind vor allem Fische, seltener kommen auch Amphibien und Reptilien als Wirte in Frage. Als Zwischenwirte nutzen die Tiere vor allem Kleinkrebse, hier bevorzugt verschiedene Muschelkrebse (Ostracoda), und aquatische Insektenlarven. So parasitiert etwa Neoechinorhynchos rutili in verschiedenen Süßwasserfischen, unter anderem den Rutilus-Arten, während die Larven (Acanthor) Muschelkrebse sowie Schlammfliegenlarven befallen.

## Systematik
Die Klasse der Eoacanthocephala wird zu der Gruppe der Acanthocephala (Kratzwürmer) gestellt. Hier gelten sie als die ursprünglichste Gruppe. Harley Jones Van Cleave stellte im Jahr 1936 die Ordnung Eocanthocephala auf. Er stellte auch die Acanthocephala auf die Stufe eines Stammes. Zuvor wurden die Acanthocephala in "Bronn’s Klassen und Ordnungen des Tier-Reichs" als Klasse der Aschelminthes geführt. Dies beruhte auf  Arbeiten von Anton Meyer.
Zu den Acanthocephala zählen noch zwei weitere Klassen, die Palaeacanthocephala und Archiacanthocephala.  Im Folgenden werden die Ordnungen und Familien der Eoacanthocephala gelistet:
- Gyracanthocephala
- Neoechinorhynchida
  - Neoechinorhynchidae
    - Neoechinorhynchus

  - Tenuisentidae
    - Paratenuisentis

## Belege

### Zitierte Belege
Die Informationen dieses Artikels entstammen zum größten Teil den unter Literatur angegebenen Quellen, darüber hinaus werden folgende Quellen zitiert:
1. ↑   von Omar M. Amin: Acanthocephala in The Journal of Parasitology, 1914–2014 doi:10.1002/9781118884799 In: John Janovy und Gerald W. Esch: A Century of Parasitology: Discoveries, ideas and lessons learned by scientists who published in the Journal of Parastiology, 1914 – 2014, 2016, John Wiley & Sons. ISBN 9781118884799 (Online), 9781118884768 (Gedruckt), doi:10.1002/9781118884799.ch4
2. ↑  parasitology.informatik.uni-wuerzburg.de (Memento vom 13. Februar 2009 im Internet Archive)